# شهرستان القبیطه
ناحیهٔ القبیطة (به عربی: مدیریة القبیطة) یک ناحیه در یمن است که در استان لحج واقع شده‌است.

## خصوصیات
ناحیهٔ القبیطة ۹۴٬۵۱۶ نفر جمعیت دارد.